# Raúl López Mayorga
Raúl Holguer López Mayorga (Mocha, 24 de agosto de 1926) es un eclesiástico católico ecuatoriano.

## Biografía
Raúl Holguer nació el 24 de agosto de 1926, en el cantón ecuatoriano de Mocha.
Su ordenación sacerdotal fue el 29 de junio de 1951.

### Episcopado
El 30 de marzo de 1973, el papa Pablo VI lo nombró obispo titular de Casae en Numidia y obispo auxiliar de Guaranda. Fue consagrado el 29 de abril del mismo año, en la Basílica Catedral de Ambato; a manos del obispo Vicente Cisneros Durán.
El 3 de agosto de 1974, fue nombrado obispo coadjutor de Guaranda. El 24 de mayo de 1980, aceptada la renuncia de Cándido Rada SDB, pasó automáticamente a ser obispo de Guaranda.
El 18 de febrero de 1990, el papa Juan Pablo II lo nombró obispo de Latacunga.  
El 14 de mayo de 1997, erigió un monasterio trapense en el Ecuador, con el nombre de Santa María del Paraíso, en el cantón Salcedo; territorio de su circunscripción eclesiástica.

#### Renuncia
En 2001, presentó su renuncia como lo establece el Código de Derecho Canónico. El 19 de febrero de 2003, el papa Juan Pablo II aceptó su renuncia, como obispo de Latacunga, nombrado a su sucesor al mismo tiempo.
En la actualidad, es el segundo obispo más longevo del Ecuador, tras Serafín Luis Alberto Cartagena Ocaña OFM, y lo sigue Víctor Maldonado Barreno OFM.